# Öngyújtó

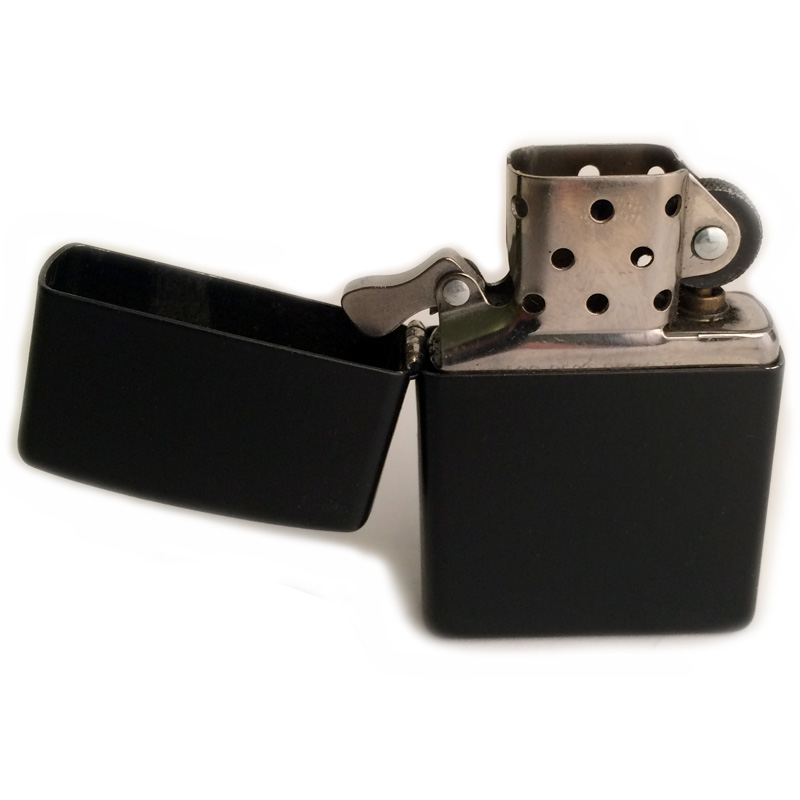
Zippo

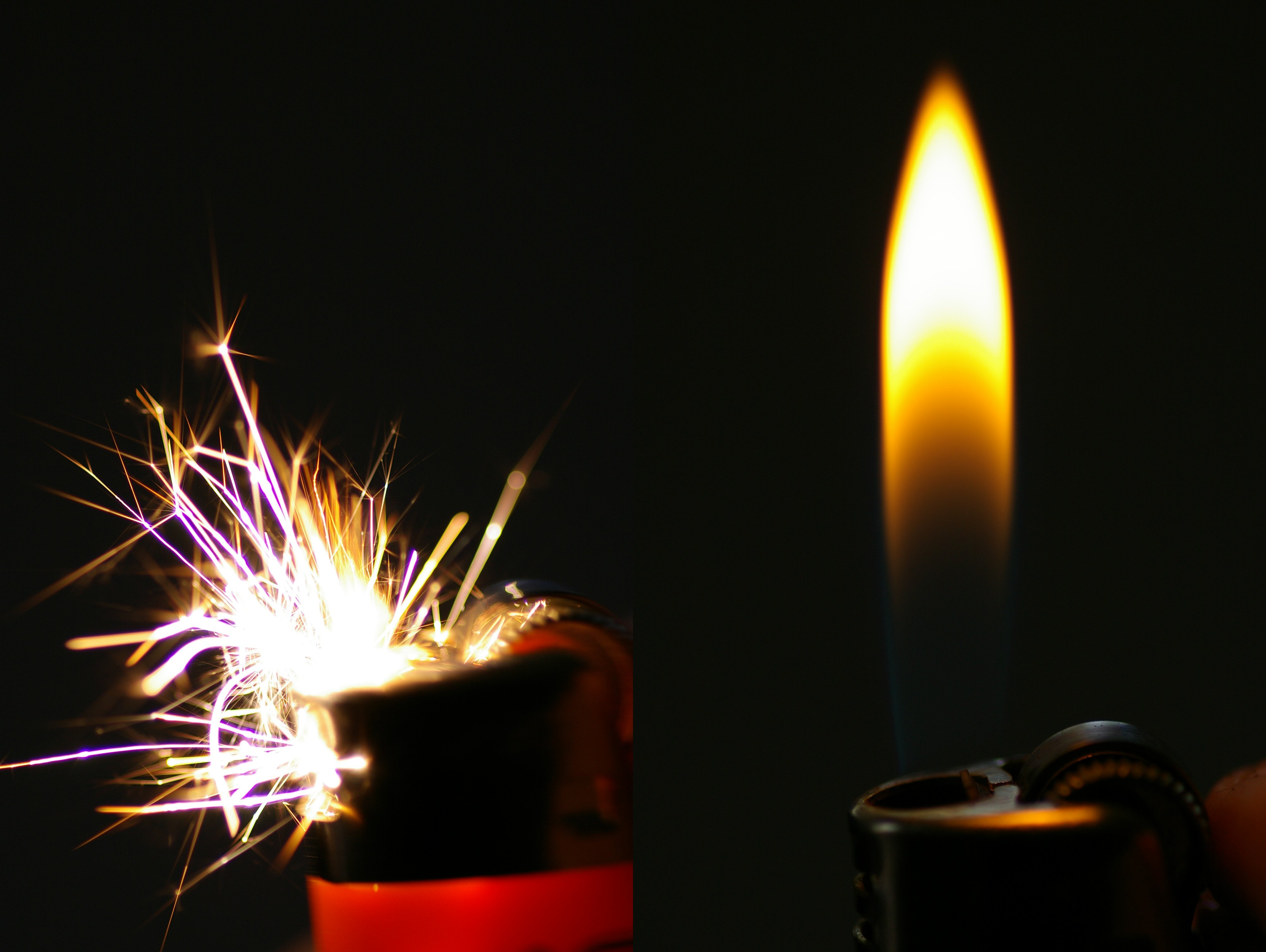
Szikrázó tűzköves, hagyományos, égő öngyújtó

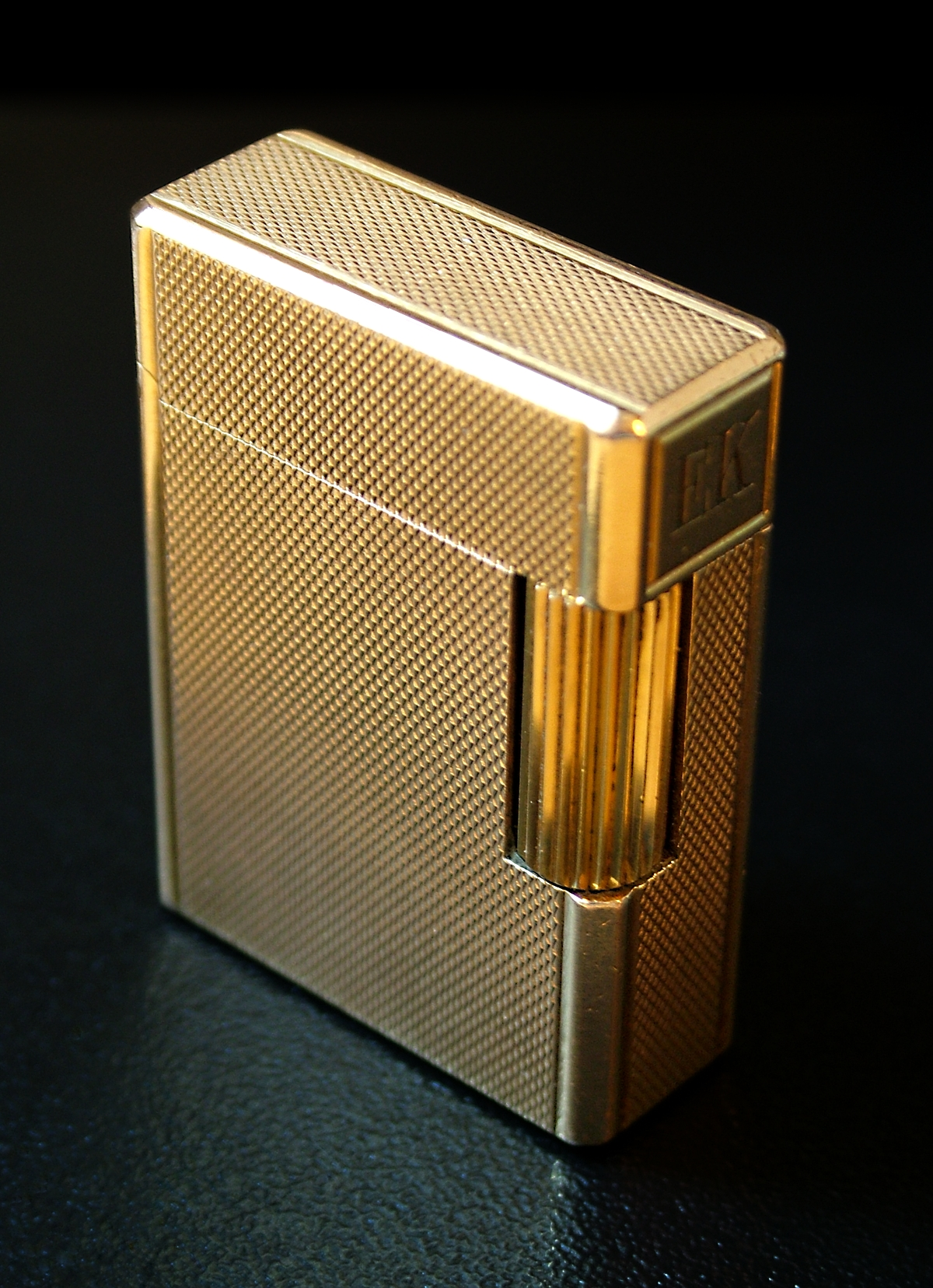
Aranyozott Dupont öngyújtó

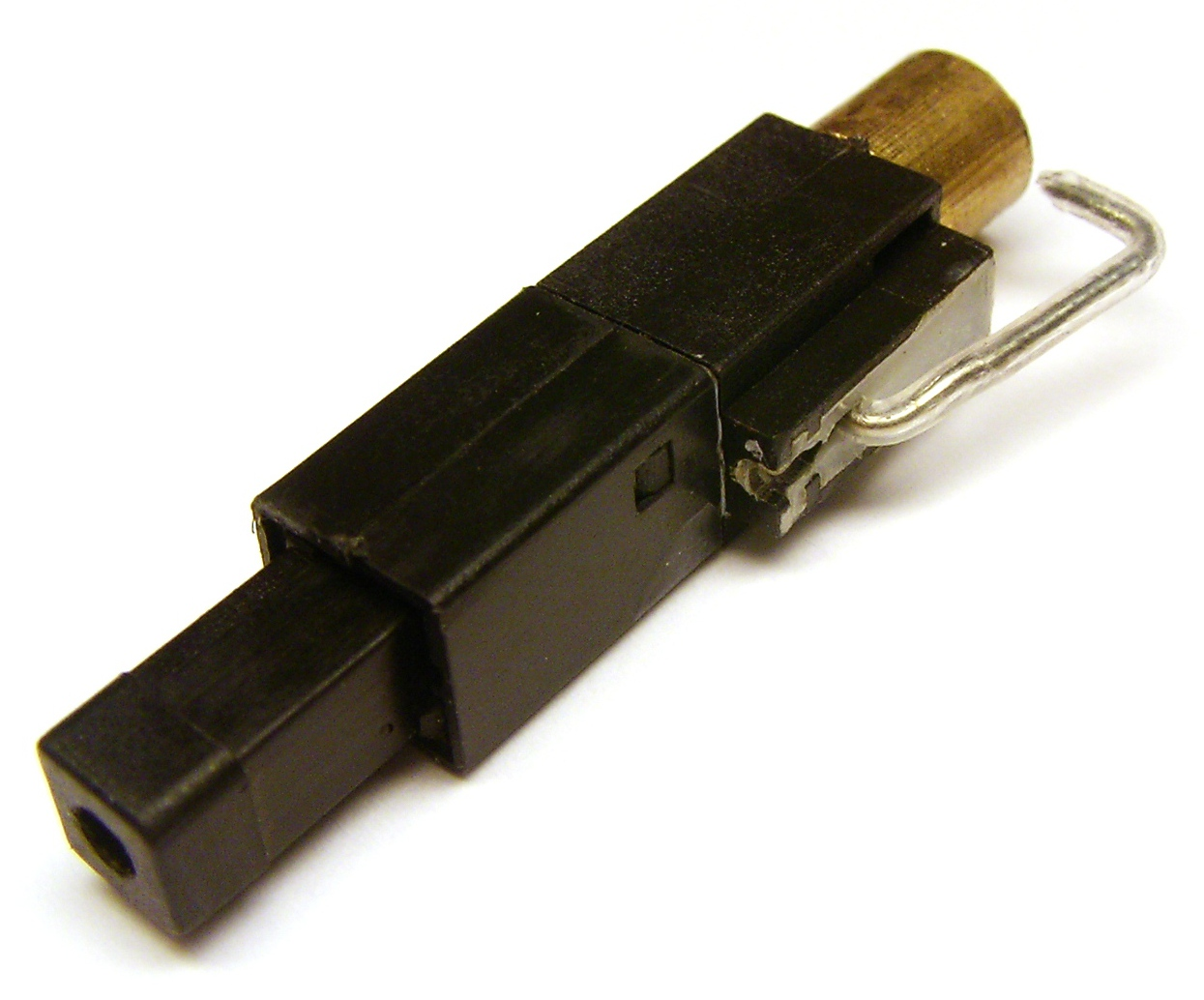
Piezoelektromos gyújtó

Az öngyújtó egy kis méretű eszköz, mely alkalmas láng létrehozására, és ennek segítségével tűzgyújtásra. Napjainkban leginkább a dohányzás elengedhetetlen kelléke. Az első öngyújtót Johann Wolfgang Döbereiner német kémikus készítette 1823-ban. Korábban tűzgyújtásra csak egyszerűbb, bár jóval nehézkesebben kezelhető tűzszerszámokat használtak.

## Felépítése, működése

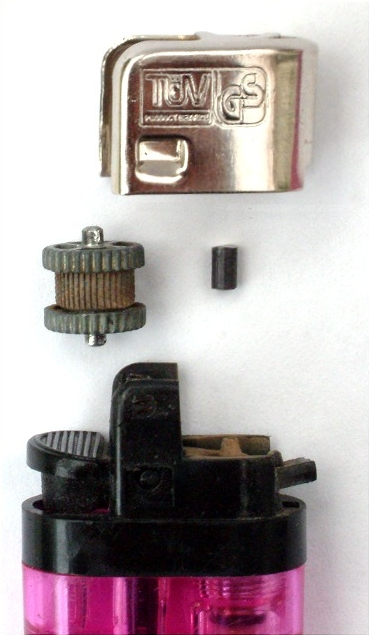
Eldobható öngyújtó szerkezete

Felépítését tekintve számos változatban kapható, de alapvetően mind ugyanazon az elven működik: az eldobható öngyújtókban van egy folyékony gázzal (többnyire butánnal) töltött fém vagy műanyag tartály, melyből egy szabályozható szelepen keresztül távozik a gáz, amit egy szikra gyújt be. A szikra származhat tűzkőtől, újabban ferrocériumtól (vas-cérium ötvözet) vagy egy apró piezoelektromos kapcsolótól. Az első gáztöltésű öngyújtók elég drága, társadalmi státuszt is jelző, sokszor nemesfémből készült, vagy nemesfémbevonatú újratölthető eszközök voltak. A gáztöltésűek előtt már korábban léteztek hagyományos benzines vagy gázolajos kanócot használó öngyújtók is – kizárólag fém tokozással.
A hagyományos (benzines) öngyújtókat gyakran házilag készítették, sokszor háborúból visszamaradt réz töltényhüvelyekből.
Az eldobható gáztöltésű öngyújtókat egy időben (takarékossági okokból) átalakították újratölthetővé, a műanyag tartály aljára szerelt kis szelep segítségével, amin keresztül volt csatlakoztatható a töltőpalack. A tartályon található fejrész minden esetben fémből készül, hogy ellenálljon a láng hőhatásának. A szelepből kiáramló gázt tűzköves gyújtó esetén (az ábrán) a felületek dörzsölődése által keletkező szikra, piezokristályt használó gyújtó esetén pedig a kristályhoz kapcsolódó érintkezők között létrejövő elektromos szikra gyújtja be.

## Különleges kialakítások
A vihargyújtó esetében nem sárga a láng, hanem halványkék, aminek az az oka, hogy a gáz mellé több levegő kerül az égéstérbe, s ezáltal az égés sokkal tökéletesebb, valamint nagyobb hőt is termel. Ennek a nagyobb hőnek köszönhető, hogy az égés nehezebben szüntethető meg.